# Nova slavonska i nimačka gramatika
Nova slavonska i nimačka gramatika (njem. Neue slavonisch und Deutsche Grammatik) Matije Antuna Relkovića tiskana je u Zagrebu 1767. i pretisnuta još dva puta u Beču, 1774. i 1789. godine. 

## Opis
Druga je u nizu slavonskih slovnica, nakon Tadijanovićeve "Svašta po malo iliti kratko složenje imena i riči u njemački jezik" iz 1761. a prije Lanosovićeve iz 1778. To je opsežno djelo na 554 stranice a dodana mu je na nekoliko stranica Fabula od mlinara i njegovog sina. To je kontrastivna [gramatika] pisana hrvatskim jezikom, a gotovo se sav tekst pravila i sve paradigme donose i na njemačkom. U predgovoru Relković objašnjava da gramatiku piše ponajprije radi čuvanja vlastitoga jezika, ali i da bi mladež iz nje mogla učiti i njemački jezik, kao i Nijemci hrvatski. U njemu se zalaže za čistoću hrvatskoga jezika a protiv tuđica pa se njegove purističke napomene, kao i prije u Satiru, odnose uglavnom na prevelik broj turcizama u Slavoniji.
Prvi dio slovnice ima tri poglavlja u kojima se opisuje slovopis, naglasci i interpunkcija. U drugom se dijelu objašnjavaju dijelovi govora, tj. vrste riječi, kako je bilo uobičajeno u klasičnom latinskom gramatičkom opisu, prvo imenskih riječi s deklinacijama, a potom glagola i glagolskih kategorija. Slijede nepromjenjive vrste riječi pa sintaksa. Slovnici je dodan rječnik na osamdeset stranica, a natuknice su razvrstane po pojmovnim poljima. Na kraju je kratak konverzacijski priručnik koji se sastoji od dvadeset tematskih razgovora.
Relkovićeva slovnica ne opisuje samo gramatičko ustrojstvo jezika nego je opći jezični priručnik, kao i ostale slavonske slovnice. Iako joj je narječna osnovica štokavski ikavski govor, nije mu namjera pokazati dijalekatno stanje, nego opisati književni jezik, pri čemu uzima u obzir sva tri narječja, osobito u leksiku. To je očito po uzorima za to Relkovićevo djelo: od Vrančića i Mikalje, preko Della Belle, do Habdelića, Belostenca i Jambrešića. Osobito se to vidi u njegovu jezikoslovnom nazivlju koje uspostavlja kao cjelovit sustav na osnovi već postojeće jezikoslovne tradicije.